# David Mercier (homme politique)
Pour les articles homonymes, voir David Mercier et Mercier.
David Maurice Mercier  (20 juillet 1939-12 avril 2021) est un homme politique canadien de la Colombie-Britannique. Il est député provincial créditiste de la circonscription britanno-colombienne de Burnaby-Edmonds de 1986 à 1991. Il est maire de Burnaby de 1979 à 1981.
En octobre 1989, Mercier et trois collègues (Graham Bruce, Duane Crandall et Doug Mowat) quitte le caucus créditiste pour siéger comme créditistes indépendants. Dans une déclaration, les quatre indiquent ne pas souhaiter la chute du gouvernement, mais plutôt une évaluation critique de la gestion de Bill Vander Zalm. Mercier revient dans le caucus socred en février 1990 et indique que ses craintes avaient été résolues.
Lorsque Rita Johnston remplace Vander Zalm et Mercier entre au cabinet au poste de ministre de l'Environnement (avr.-nov. 1991).
Chef du Parti conservateur de la Colombie-Britannique de 1997 à 2001.
Mercier meurt de complications liées à la maladie de Parkinson en avril 2021 à l'âge de 81 ans,.